# Era Keiō
L'Era Keiō (慶応, antigament 慶應) fou una era japonesa que succeí l'era Genji i precedí l'era Meiji, estnt vigent des de l'1 de maig de 1865 fins al 23 d'octubre de 1868. Els Emperadors que regnaren durant aquesta era foren l'Emperador Kōmei i l'Emperador Meiji.

## Etimologia
El nom de l'era, Keiô, vol dir "resposta joiosa" en català i va ser decidit amb relació a l'incident Hamaguri. El nom d'aquesta era donà també nom a la prestigiosa Universitat de Keiō, la més antiga del Japó, tot i que va estar fundada durant l'era Ansei.

## Esdeveniments
- 1 de maig de 1865 (Genji 2/Keiô 1): Finalitza l'any 2 de l'era Genji i comença l'any d'inici de l'era Keiô.
- 1866 (Keiô 2): El Goryōkaku de Hakodate, Hokkaido, es completat.
- 28 de setembre de 1866: (Keiô 2): Mor a Osaka el Shogun Tokugawa Iemochi i el bakufu demana que el seu successor siga Tokugawa Yoshinobu.[3]
- 10 de gener de 1867 (Keiô 2): Tokugawa Yoshinobu és nomenat Shogun.[3]
- 30 de gener de 1867 (Keiô 2): L'Emperador Komei mor a Kyoto.[3]
- 13 de febrer de 1867 (Keiô 3): Mutsuhito ascendeix al tron del crisantem com a Emperador Meiji.[4]
- 10 de novembre de 1867 (Keiô 3): Es fa públic un edicte imperial que marca la restauració del govern imperial.[3]
- 6 de gener de 1868 (Keiô 3): La restauració del govern imperial és comunicada als kuge.
- 27 de gener de 1868 (Keiô 4): Comença la guerra Boshin amb la batalla de Toba-Fushimi.
- 3 de setembre de 1868 (Keiô 4): La ciutat d'Edo és renomenada Tòquio, literalment "capital de l'est".[5]
- 8 d'octubre de 1868 (Keiô 4): Comença la batalla d'Aizu.
- 12 d'octubre de 1868 (Keiô 4): L'Emperador Meiji és coronat al Shishinden del Palau Imperial de Kyoto.[6]
- 23 d'octubre de 1868 (Keiô 4/Meiji 1): Finalitza formalment l'era Keiô donant pas a l'era Meiji. Posteriorment i amb caràcter retroactiu, es va decidir que l'era Meiji començaria el 25 de gener de 1868, però realment fou el 23 d'octubre.[6]

## Taula de conversió
| Keiō | 1    | 2    | 3    | 4    |
| ---- | ---- | ---- | ---- | ---- |
| AD   | 1865 | 1866 | 1867 | 1868 |